# Огюст Мармон
Огюст Фредерик Луи Виес дьо Мармон, херцог на Рагуза (на френски: Auguste Frédéric Louis Viesse de Marmont, duc de Raguse) е маршал на Франция, по време на Наполеоновите войни.
Запознал се с Наполеон по време на обсадата на Тулон, а след 1796 г. бил негов адютант и го съпровождал в похода в Египет и Сирия. Участвал в преврата от 18 брюмер и в почти всички кампании от Наполеоновите войни.
След пресбургския мирен договор той, оглавявайки корпус, бил изпратен в Далмация, но бил разбит от руснаците и черногорците при Херцег Нови (1807).
Като херцог на Рагуза (от италианското име на хърватския град Дубровник – Рагуза) той управлявал Рагузката (Дубровнишката) република до 1811 г., когато тя се присъединила към Илирийските провинции.
За победата над австрийците при Цнайм (1809) бил провъзгласен за маршал на Франция. През 1811 г. бил назначен за главнокомандващ австрийските войски в Португалия, но Уелингтън го разбил и ранил тежко при Саламанка (22 юни 1812). През 1813 – 1814 г. командвал корпус.
През март 1814 г. Мармон, заедно с маршал Мортие, подписал договор за даването на Париж на съюзниците. По тази причина бил обвинен в измяна. Именно заради това във Франция думата „Рагуза“ станала синоним на предател и се появил нов глагол – „raguser“ (рагюзе), който означава „извършване на подло предателство“.
След падането на Наполеон Мармон скоро се нагодил според новия ред и по времето на Стоте дни съпровождал крал Луи XVIII в Гент.
През 1817 г. потушил размирици в Лион, а през 1826 г. бил представител на Франция в Москва, по време на коронацията на Николай I.
В зората на Юлската революция, на 27 юли 1830 г., бил назначен за главнокомандващ войските на Парижкия гарнизон. Това негово назначение било крайно непопулярно и се счита за едно от лошите решения на властта, и довело до задълбочаване на кризата. Самият той бил решителен противник на правителствените укази от 26 юли, ставайки междинно звено между властта и революционерите. Той не действал енергично на страната на правителството и встъпил в преговори с революционерите. В придворните кръгове даже го подозирали в измяна, поради което на 29 юли бил заменен с херцога на Ангулем.
След революцията избягва в Австрия и Италия с Шарл X, където и умира.

## Съчинения
Съчиненията на Мармон – „Esprit des institutions militaires“ са преведени на руски във „Военна библиотека“. След смъртта му се появили много интересни факти, но самодоволните му мемоари (Париж, 1856 – 57 г.) са оценени рязко в книгата на Лорю „Réfutation des Mémoires du maréchal Marmont“ (Париж, 1857).